# Ipaussu
Ipaussu är en kommun i Brasilien.   Den ligger i delstaten São Paulo, i den södra delen av landet, 800 km söder om huvudstaden Brasília. Antalet invånare är 13 746.
Följande samhällen finns i Ipaussu:
- Ipauçu

Omgivningarna runt Ipaussu är en mosaik av jordbruksmark och naturlig växtlighet. Runt Ipaussu är det ganska glesbefolkat, med 48 invånare per kvadratkilometer.